# Sterculia pendula
Sterculia pendula är en malvaväxtart som beskrevs av Adolpho Ducke. Sterculia pendula ingår i släktet Sterculia och familjen malvaväxter. Inga underarter finns listade i Catalogue of Life.